# Albert Falco
Pour les articles homonymes, voir Falco.
Albert Falco, né le 17 octobre 1927 à Marseille et mort le 21 avril 2012 dans le 13e arrondissement de Marseille,, est un plongeur français, mondialement connu pour avoir été le fidèle second du commandant Cousteau dès l'origine, le premier océanaute au monde et le premier pilote de la soucoupe plongeante. Appelé « le dieu de l'eau » par Jean Flavien Borelli, président fondateur de la FFESSM en 1948 (qui parla le premier de lui à Cousteau) ou encore « l'homme-poisson », il a passé plus de 20 000 heures sous les mers comme plongeur professionnel entre 1952 et 1990, sans compter ses plongées de loisir et celles réalisées après sa retraite jusqu'à quasiment la date de son décès. Il a été successivement plongeur (1952), chef plongeur, chef de mission puis capitaine de la Calypso (1984). Dans ce cadre, il a participé à un grand nombre de films dont Le Monde du silence (1956), Le Monde sans soleil (1964) et Voyage au bout du monde (1976).

## Biographie
Albert Falco découvre la plongée libre (apnée, chasse) dès son plus jeune âge dans la calanque de Sormiou, avant d'être initié à la plongée en scaphandre autonome par Yves Girault et Georges Beuchat, son « grand frère », qui le prendra sous son aile après le décès brutal de son père alors qu'il n'a encore que 9 ans.
Il réalise ses premières plongées en scaphandre à Sormiou en 1942 avec un scaphandre Commeinhes, sans tables de plongée dont il ignorait l'existence et qu'il ne découvrira que 10 ans plus tard, en 1952 à bord de la Calypso, « apprenant du même coup qu'il fallait remonter lentement et respecter des paliers ».
Le 9 mai 1946 au matin, alors qu'il aidait des démineurs à retirer de l'eau des explosifs laissés par les Allemands à Sormiou, un tube en forme de stylo explosa, lui arrachant quatre morceaux de doigts de la main gauche. Cela lui posera ensuite des difficultés pour passer son permis poids-lourd : il fallut convaincre l'examinateur qu'il avait suffisamment de prise et de force pour tourner le volant et passer les vitesses. Cela aura également une conséquence importante dans sa vie de plongeur et de marin. Ce handicap empêchait la Marine de lui accorder le commandement d'un navire, en particulier celui de la Calypso. Au bout de nombreuses années à la barre de l'Espadon et de la Calypso sans titre officiel et sous l'autorité des différentes capitaines qui se sont succédé, Simone Cousteau demanda à Jacques-Yves Cousteau de voir comment régulariser cette situation qui n'avait que trop duré. À force de tractations avec les Affaires maritimes, Jacques-Yves Cousteau trouva une solution : si Albert Falco devenait copropriétaire de la Calypso et de l'Espadon, rien ne s'opposerait en droit maritime à ce qu'il puisse en être le capitaine, mais il serait inscrit sur son livret que le commandement se limiterait à ces deux seuls navires. C'est ainsi qu'Albert Falco reçut une part de la société propriétaire des bateaux et put devenir capitaine de la Calypso, le 20 septembre 1984 à Norfolk aux États-Unis, pour entamer un nouveau tour du monde dans le cadre de la mission À la redécouverte du monde,.
En 1948, il est embauché comme plongeur à Fontaine-de-Vaucluse sur le barrage de la papeterie Bachet. Il sait alors que sa vie sera consacrée à la plongée : « J'étais fait pour cette vie aquatique. Je venais de passer près de 90 heures au milieu des truites, j'étais presque devenu un homme-poisson. Il ne me restait plus qu'à travailler dans le monde sous-marin. »
Grand sportif, attiré par la mer, l'aventure et les grands horizons, il effectue avec Bob Prigent, Henri Plé et Paul Brémond sa première traversée vers la Corse en 1950 à bord du Surcouf, une barquette marseillaise de 6,50 m à peine prêtée par Etienne Paul, ami de la calanque de Sormiou

### À bord de laCalypso
Embarqué à bord de la Calypso du commandant Cousteau en août 1952 comme plongeur bénévole pour les fouilles du Grand Conclu, Cousteau lui propose d'être permanent dans l'équipe le 19 septembre 1952. Successivement plongeur, chef plongeur, chef de mission puis capitaine de la Calypso, il participe aux différents projets du Commandant Cousteau depuis les débuts de l'équipe jusqu'à sa retraite. Il fait partie de la première équipe de plongeurs de la Calypso à l'époque où Jacques-Yves Cousteau et ses hommes plongeaient encore avec des détendeurs modèle CG45, premier détendeur à être fabriqué en série.

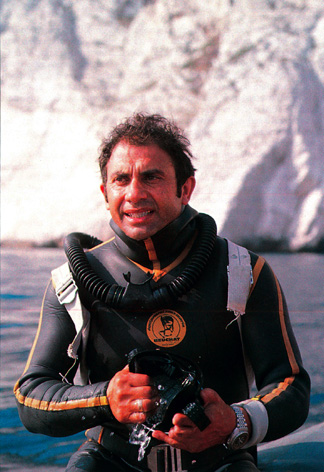
Albert Falco vers 1975

Albert Falco a un rôle important dans le film que Cousteau réalisa en 1955 avec Louis Malle, Le Monde du silence qui obtint une Palme d'or à Cannes en 1956 et un Oscar à Hollywood la même année. Il est avec Claude Wesly le premier « océanaute » à avoir vécu sous la mer lors de l'expérience sous-marine Précontinent I qui se déroula sur l'archipel du Frioul en 1962. Première mondiale : deux plongeurs vivent sous l'eau pendant plusieurs jours, dans un « tonneau » immergé (d'où le surnom de Diogène donné à cette expérience).
Il participe aussi aux deux autres expériences qui en furent la continuation, Précontinent II sur le site de Shaab Rumi au Soudan en 1963, et Précontinent III au large de Nice en 1965 en tant que responsable sécurité. Le film Le Monde sans soleil est tourné durant Précontinent II au cours duquel Falco et l'équipe expérimentent la vie sous la mer durant 30 jours à - 10 mètres de profondeur dans des « maisons sous la mer », sans refaire surface et en sortant des maisons chaque jour pour travailler. Albert Falco retournera à Shaab Rumi (Soudan) en 2005 et 2006 afin de plonger à nouveau sur le site du Monde sans soleil.
Il est également le chef pilote de la soucoupe plongeante SP-350 surnommée « Denise », du prénom de l'épouse de l'ingénieur Mollard, qui en fut l'un des concepteurs. Les premiers essais ont lieu en 1959 en Amérique du Nord, Antilles et Cap-Vert. Durant les années 1960, il réalise plus de 300 plongées à des fins scientifiques et cinématographiques aux commandes de cet appareil.
En 1984, il participe aux travaux de réfection de la Calypso aux États-Unis, à Saint Augustine.
Il prend sa retraite en 1990 après 37 ans et demi à bord de la Calypso et 48 ans de travail au total.

### Retraite
Il partage ses années de retraite entre Marseille (Sormiou) et la Martinique pour plonger et continuer à faire des films dans le but de protéger le monde sous-marin et de le faire découvrir aux enfants, en contribuant à la création de réserves sous-marines. 
Le dernier trimestre de l'année 2011 est consacré à la finalisation de l'écriture de son autobiographie Sormiou, Berceau bleu de mes souvenirs dans laquelle Albert Falco revient sur la fin de sa vie et raconte sa calanque, les expéditions autour du monde à bord de la Calypso et de l'Espadon, une vie d'amitiés et d'aventure sur et sous cette mer qui lui avait tout donné.
En novembre 2011, il réalise la dernière plongée de sa longue carrière au Diamant, pour le tournage d'un documentaire retraçant l'histoire étonnante du célèbre Rocher du Diamant, à l'époque napoléonienne: HMS Diamond Rock.
Le 28 janvier 2012 Albert Falco fait sa dernière apparition en public à la Grande-Motte dans le cadre de la présentation et de la parution de son livre.
Albert Falco s'éteint le 21 avril 2012 à Marseille, après une longue maladie, quelques jours après la création du Parc national des Calanques, un projet pour lequel il s'est longtemps battu. La cérémonie religieuse, qui a lieu le 26 avril 2012 en la Basilique du Sacré Cœur (Marseille), réunit plus de 1 000 personnes.
Le 9 mai 2012, une cérémonie en mer est organisée en partenariat avec le Parc national des Calanques à laquelle assistent, outre la famille et les proches d'Albert Falco, le Prince Albert II de Monaco, Guy Teissier, Président du GIP des Calanques, Jean-Michel Cousteau et sa famille, Raphaël Domjan à bord de MS PlanetSolar et les anciens de la Calypso. Le lendemain, une cérémonie hommage en comité restreint a lieu dans la calanque de Sormiou (sur le site portant désormais le nom "Aire protégée Albert Falco") et sur le site du Grand Conclu. Le documentaire Albert Falco L'Océanaute, réalisé par Sylvain Braun (LatoSensu Production) est diffusé par la suite sur les télévisions françaises, suisses et canadiennes puis disponible en DVD.

## Principales missions
(août 2009).
Albert Falco a fait rêver des générations de plongeurs et de non-plongeurs, tout en suscitant de nombreuses vocations pour les plus jeunes, par sa vie d'aventure et d'amitié à bord de la Calypso du Commandant Jacques-Yves Cousteau. Ceux qui ont vécu cette période à la télévision gardent immanquablement en mémoire les images en pellicule "Kodacolor" où les bleus sont incomparables par leurs nuances pastelles, qui transpirent la mer et le soleil, tout en laissant deviner une chaleur de plomb, par les éclats de vert à la surface de l'eau.
Au fil des épisodes, les missions se succèdent, laissant chacun, devant sa télé, rêver à son prochain tour du monde en plongée, qu'il ne ferait finalement jamais ! Si ce n'est par procuration grâce à Albert Falco, le "Dieu de l'eau" : 
- 1954 : Mission dans le golfe Persique et l'océan Indien à bord de la Calypso.
- 1956 : Mission dans le golfe de Guinée.
- 1957 : Mission hydrologique dans l'océan Atlantique.
- 1958 : Campagne de capture de dauphins vivants pour le Musée océanographique de Monaco.
- 1962 : Mission Précontinent I en face de Marseille.
- 1963 : Mission Précontinent II au Soudan.
- 1964 : Mission Précontinent III et Plongées en Californie (canyons de La Jolla) avec la soucoupe plongeante SP 350, pour l'US Navy.
- 1965 : Plongées à 120 m avec dans les bouteilles un mélange à base d'hélium.
- 1966 : Capitaine et chef de mission en mer Rouge à bord de l'Espadon.
- 1967-1973 : Participant comme chef plongeur et pilote de la soucoupe plongeante aux films de télévision de l'Odyssée sous-marine du Commandant Cousteau en mer Rouge, océan Indien, Cap de Bonne-Espérance, Caraïbes, Côte Ouest, Amérique, Alaska, Lac Titicaca, côte Argentine-Patagonie, cap Horn, Antarctique…
- 1971-1973 : Visites décennales des voutes de barrages EDF, à bord de la soucoupe plongeante.
- 1974 : Italie, plongées avec la soucoupe pour la pose d’un pipeline.
- 1975 : Missions : Mexique – Yucatán – Jamaïque – Bahamas
- 1975-1976 : Quatre mois en Antarctique avec la Cousteau Society, expédition où Falco est directeur des opérations et dont sera tiré le film Voyage au bout du monde.
- 1976 : Missions archéologiques et cinématographiques en Grèce.
- 1977 : Évaluation de la pollution en Méditerranée.
- 1978 : Mission et remontée du Nil.
- 1979 : Campagne scientifique missionnée par le gouvernement vénézuélien.
- 1980 : Mission de Terre-Neuve au fleuve Saint-Laurent, jusqu’aux Grands Lacs.
- 1983 : Campagne d'une durée d’un an aux États-Unis.
- 1985 : Mission cinéma À la redécouverte du monde.
- 1986 : Mission à Cuba.
- 1987 : missions aux Îles Marquises, à Tahiti, en Nouvelle-Zélande.
- 1988 : Missions en Australie, Nouvelle-Guinée, Bornéo.
- 1989 : Missions en Thaïlande, Îles Andaman, Indonésie.

## Distinctions
- Chevalier de la Légion d'honneur (2010)
- Officier de l'ordre national du Mérite (1993)
- Officier de l'ordre du Mérite sportif‎ (1960)
- Chevalier de l'ordre du Mérite maritime (1990)

## Postérité
Guy Teissier, Président du GIP des calanques, a annoncé officiellement, le 9 mai 2012, l’attribution du nom « Albert Falco » à la zone de non prélèvement du Parc National située au lieu-dit "calanque de la Loude", au sortir de celle de Sormiou.
En hommage, une réserve naturelle régionale marine créée en 2014 en Martinique dans la commune du Prêcheur porte son nom : la Réserve naturelle régionale marine du Prêcheur - Albert Falco.

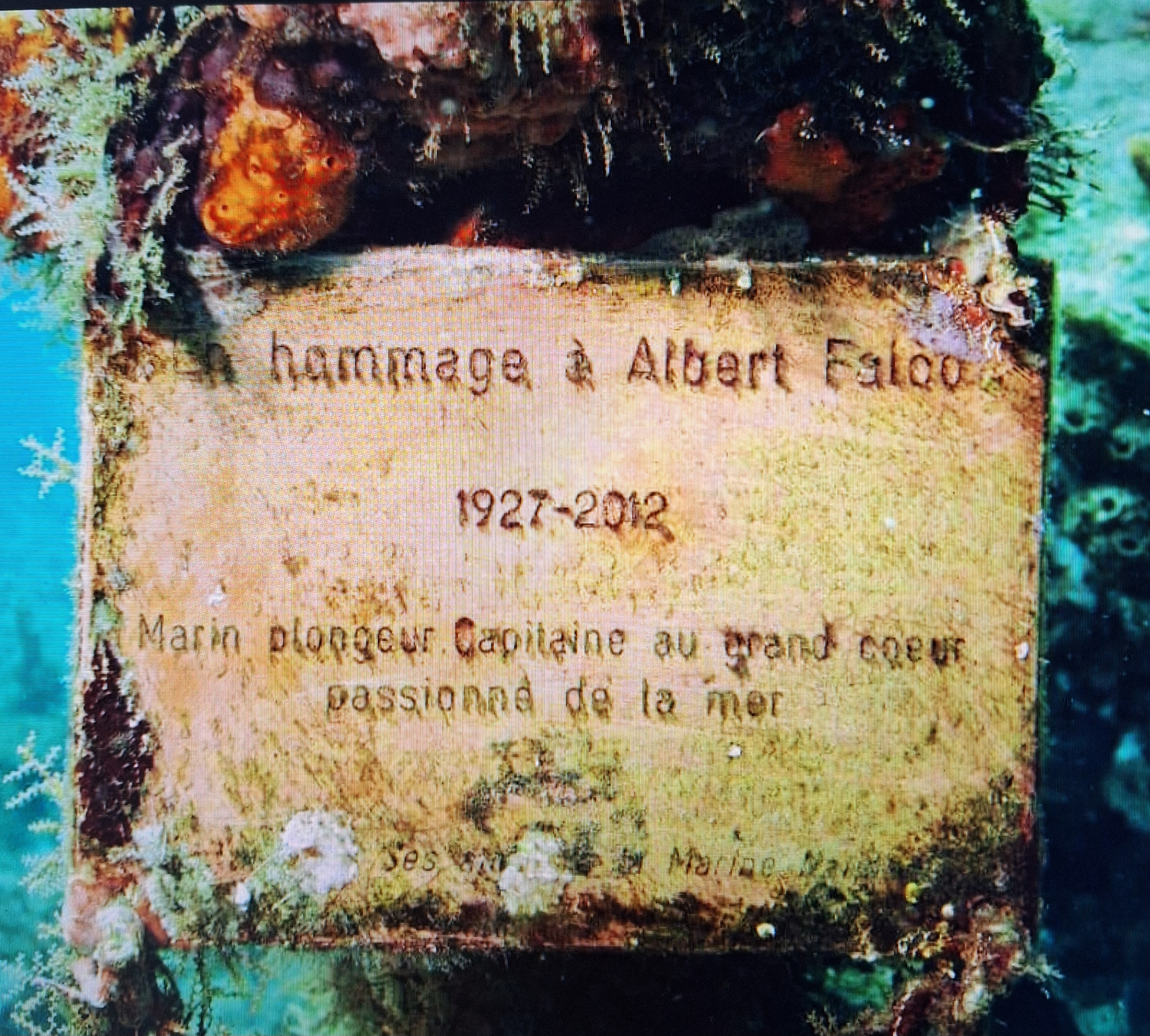

L'école primaire d'Aspach (Haut-Rhin) porte également le nom d'Albert Falco. C'est, à ce jour, la seule de France.